# Decade of Aggression
A Decade of Aggression a Slayer nevű thrash metal zenekar dupla élő albuma. Három különböző helyen, és időpontban került felvételre, kettő amerikai, és egy angliai helyszínen. Az album igen hiteles lenyomata a Slayer intenzív koncertjeinek. Az album túlnyomórészt a Reign in Blood, a South of Heaven, és az akkortájt megjelent Seasons in the Abyss számaiból válogat, de – kisebb súllyal – az első két lemez is képviselteti magát.
Érdekesség, hogy a szokással ellentétben nem végeztek semmilyen stúdiós utómunkálatot a lemezen. Ennek ellenére a számokat közel lemezminőségben, és precizitással tálalják, ami igen dicséretes. A Still Reigning DVD kiadásáig ez volt az utolsó hivatalos Slayer kiadvány, amin Dave Lombardo látta el a dobosi teendőket.

## Dalok

### 1 CD
1. Hell Awaits (Lakeland Coliseum, Lakeland, Florida, 1991. július 13.) – 6:50
2. The Antichrist (Lakeland Coliseum, Lakeland, Florida, 1991. július 13. ) – 3:50
3. War Ensemble (Lakeland Coliseum, Lakeland, Florida, 1991. július 13. ) – 4:58
4. South Of Heaven (Lakeland Coliseum, Lakeland, Florida, 1991. július 13. ) – 4:25
5. Raining Blood (Lakeland Coliseum, Lakeland, Florida, 1991. július 13. ) – 2:32
6. Altar Of Sacrifice (Lakeland Coliseum, Lakeland, Florida, 1991. július 13.) – 2:48
7. Jesus Saves (Lakeland Coliseum, Lakeland, Florida, 1991. július 13. ) – 4:12
8. Dead Skin Mask (Lakeland Coliseum, Lakeland, Florida, 1991. július 13. ) – 4:58
9. Seasons In The Abyss (Lakeland Coliseum, Lakeland, Florida, 1991. július 13. ) – 7:01
10. Mandatory Suicide (Lakeland Coliseum, Lakeland, Florida, 1991. július 13. ) – 4:00
11. Angel Of Death (Lakeland Coliseum, Lakeland, Florida, 1991. július 13. ) – 5:20

### 2 CD
1. Hallowed Point (Wembley Stadion, London, Egyesült Királyság, 1990. október 14.) – 3:36
2. Blood Red (Wembley Stadion, London, Egyesült Királyság, 1990. október 14.) – 2:50
3. Die By The Sword (Orange Pavilion, San Bernardino, Kalifornia, 1991. március 8.) – 3:35
4. Black Magic (Orange Pavilion, San Bernardino, Kalifornia, 1991. március 8.) – 3:28
5. Captor Of Sin (Orange Pavilion, San Bernardino, Kalifornia, 1991. március 8.) – 3:34
6. Born Of Fire (Orange Pavilion, San Bernardino, Kalifornia, 1991. március 8.) – 3:03
7. Postmortem (Wembley Stadion, London, Egyesült Királyság, 1990. október 14.) – 4:04
8. Spirit In Black (Orange Pavilion, San Bernardino, Kalifornia, 1991. március 8.) – 4:07
9. Expendable Youth (Orange Pavilion, San Bernardino, Kalifornia, 1991. március 8.) – 4:36
10. Chemical Warfare (Orange Pavilion, San Bernardino, Kalifornia, 1991. március 8.) – 5:30

A 10.000 példányban kiadott limitált verzión szerepel a „Born of Fire”, és a „Postmortem” között a „Skeletons of Society”, és az „At Dawn They Sleep”.

## Közreműködők
- Tom Araya – basszusgitár, ének
- Jeff Hanneman – gitár
- Kerry King – gitár
- Dave Lombardo – dob
- Rick Rubin – producer

## Listás helyezés

### Album
| Év   | Lista             | Helyezés |
| ---- | ----------------- | -------- |
| 1991 | The Billboard 200 | 55       |